# Авл Постумий Туберт
Авл Постумий Туберт (лат. Aulus Postumius Tubertus) — римский политик и военачальник, начальник конницы в 434 до н. э., диктатор в 431 до н. э.
В 434 до н. э., ввиду угрозы войны с этрусками, назначенный диктатором Мамерк Эмилий Мамерцин назначил Постумия начальником конницы. Так как тревога оказалась ложной, они вскоре сложили полномочия.
В 431 до н. э. консул Тит Квинкций Пуниец назначил своего зятя Постумия диктатором для войны с вольсками и эквами. Начальником конницы стал Луций Юлий Юл. Вместе с Квинкцием диктатор разгромил соединенные силы вольсков и эквов в большом сражении при Альгиде, после чего справил триумф.
Рассказывали, что Постумий приказал за нарушение воинской дисциплины казнить своего сына, без приказа пошедшего в атаку. Ливий и Диодор Сицилийский, которые также передают эту историю, считают её невероятной, причём первый в качестве доказательства сообщает, что римляне подобную суровость называют «Торкватовой», а не «Постумиевой», а значит Манлий Торкват был первым военачальником, обезглавившим собственного сына.